# 城西自動車学校

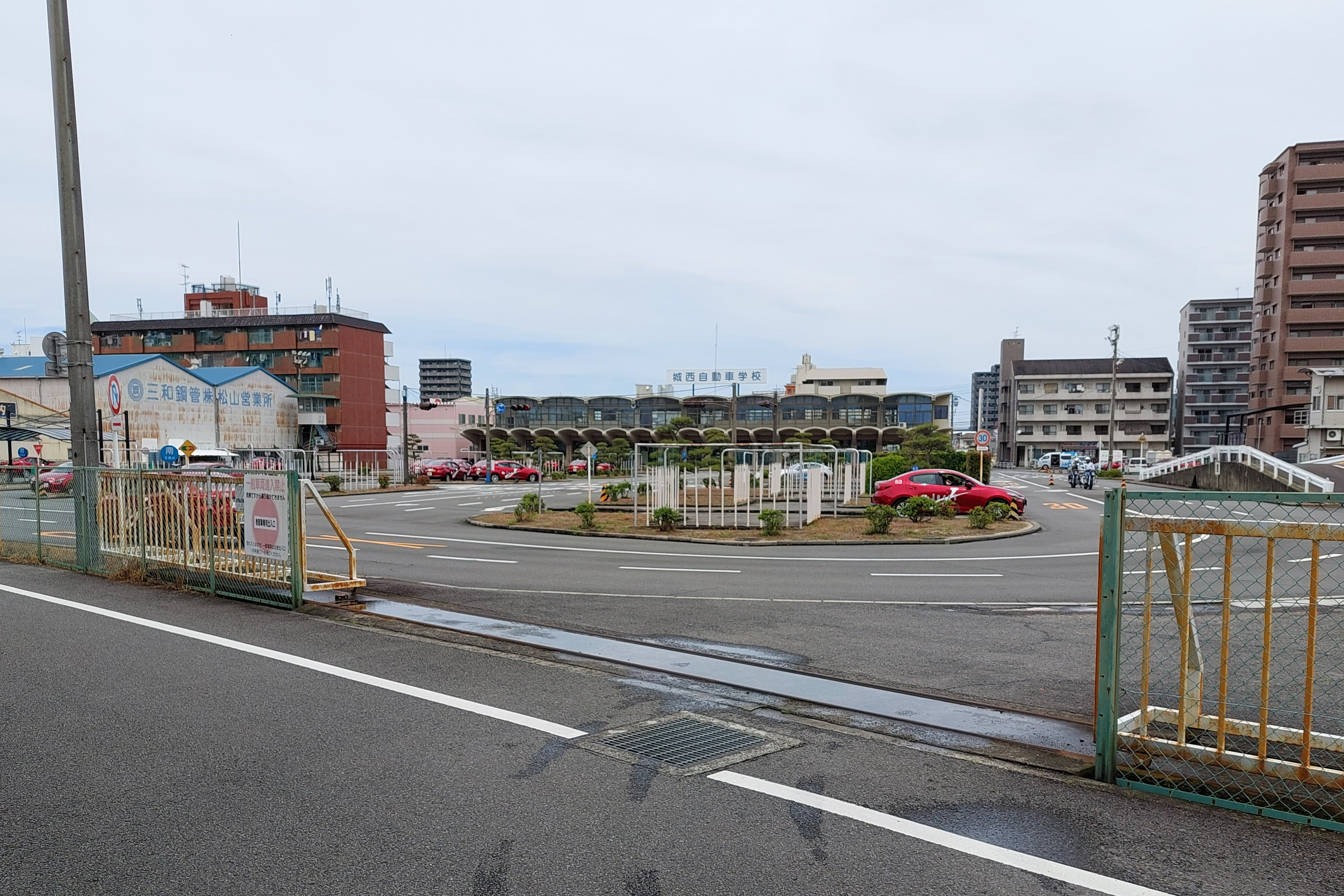
城西自動車学校

株式会社城西自動車学校（じょうせいじどうしゃがっこう）は、愛媛県松山市にある指定自動車教習所を運営する企業。
日産ディーラー（愛媛日産自動車）の関連会社であるためか、四輪の教習車が日産車（サイト内にティーダラティオの教習車が写った写真がある）であり、同じく日産車でEVのリーフを教習車として全国で初めて導入している。
なお日産による教習車の生産が終了したため、2018年7月30日からMTの教習車にマツダ車を使用している。その後、2023年1月21日よりAT車もマツダ車に変わっている。

## 取得免許
- 普通自動車
- 大型自動二輪車
- 普通自動二輪車

## アクセス
- 松山駅から北へ徒歩約25分
- 伊予鉄道萱町六丁目停留場から徒歩約5分

## 関連会社
- 日産カーテクノ愛媛
- 日産部品西四国販売
- 日産愛媛自動車大学校
- 愛媛日産自動車